# وارن ميلر
وارن ميلر (بالإنجليزية: Warren Miller)‏ هو لاعب هوكي الجليد أمريكي، ولد في 15 يونيو 1953 في مقاطعة داكوتا في الولايات المتحدة.

## وصلات خارجية
- وارن ميلر على موقع دوري الهوكي الوطني (الإنجليزية)
- وارن ميلر على موقع قاعة مشاهير الهوكي (لاعب أن.إتش.أل) (الإنجليزية)
- وارن ميلر على موقع EliteProspects.com (الإنجليزية)
- وارن ميلر على موقع HockeyDB.com (الإنجليزية)
- وارن ميلر على موقع Hockey-Reference.com (الإنجليزية)